# گانتز: ای
گانتز: ای (به انگلیسی: GANTZ:E) مجموعه مانگایی ژاپنی به قلم هیرویا اوکو و تصویرسازی جین کاگتسو است. این یک اسپین‌آف از سری مانگای اوکو تحت عنوان گانتز محسوب می‌شود که در دوره ادو ژاپن روایت می‌شود. گانتز: ای از ژانویه ۲۰۲۰ تا دسامبر ۲۰۲۳، در مجلهٔ سینن مانگای ویکلی یانگ جامپ انتشارات شوئیشا به چاپ می‌رسید، تا اینکه ادامهٔ مجموعه از ژانویه ۲۰۲۴، به نرم‌افزار مانگای یان‌جان! منتقل شد.